# Fink (chanteur)
Pour les articles homonymes, voir Fink.
Fink, de son vrai nom Fin Greenall (né à St Ives, en Angleterre), est un chanteur, compositeur, guitariste et producteur britannique. Entre 1997 et 2003, il enregistre de la musique électronique et se produit en tant que DJ dans le monde entier avec son album Fresh Produce. Depuis la sortie de l'album Biscuits for Breakfast en 2006, le nom Fink fait référence au trio formé par Fin Greenall, Tim Thornton et Guy Whittaker.
Si Greenall est connu notamment pour la chanson This is the Thing sortie en 2007 ainsi que l'album Perfect Darkness paru en 2011, il est aussi réputé en tant qu'écrivain. Il a notamment écrit pour John Legend, Banks, Wimena Sarinana ainsi que Professor Green. Avec Amy Winehouse, il co-écrit la chanson Half Time, qui apparait sur l'album posthume de la chanteuse intitulé Lioness: Hidden Treasures. Fink est signé dans son propre label appelé R'COUP'D Records, une filiale de Ninja Tune.

## Biographie

### Jeunesse et débuts
Fin Greenall naît en 1972 à St Ives, mais passe son enfance à Bristol, en Angleterre. Dans une interview, l'artiste raconte : « La seule chose qui appartenait à son père et que l'on n'avait pas le droit de toucher était sa guitare. Dans la maison, tout appartenait à tout le monde, sauf sa Martin » Durant son adolescence, il accumule des goûts musicaux éclectiques, oscillant entre The Cure, The Smiths, The Orb, de la musique africaine et de la musique japonaise hardcore, avant de découvrir l'EDM à l'Université de Leeds. Il obtient des diplômes en histoire et anglais à l'université de Leeds, puis forme avec ses camarades le groupe EVA, qui signe un contrat avec Kicking' Records en 1993.
La carrière de Fink débute réellement lorsque Fin Greenall signe avec le label Ninja Tune et sort son premier single Fink Funk en 1997, suivi de l'album Fresh Produce en 2000. Dans les années qui suivent, il continue à produire des artistes tels que Martin Taylor, Michael Pitt ou encore Robert Belfour. En 2014, il s'exprime sur son travail en collaboration avec Amy Winehouse : « les chansons étaient là, sa voix était là, et elle était une artiste même du haut de ses 17 ans. C'était une artiste à l'état brut, sans compromis. C'était juste extraordinaire de travailler avec elle ».
Au milieu des années 2000, Fin Greenall se désintéresse petit à petit de sa carrière de DJ et se tourne vers un style de musique plus traditionnel. C'est à la suite de ce changement de direction, que l'album Biscuit for Breakfast voit le jour en 2006. Il s'agit du premier travail en collaboration avec Guy Whittaker et Tim Thornton, des amis de longue date. Cet album marque un changement important dans la carrière de l'artiste et fait de lui le premier chanteur-compositeur du label Ninja Tune. L'album, ainsi que le single Pretty Little Thing, aide à définir le style de l'artiste et le propulse devant un public totalement différent. Cela permet notamment à Fink de faire la première partie de Zero 7 durant leur tournée en Angleterre.

### Distance and TimeetSort of Revolution(2007–2009)
Durant leur tournée en Europe et aux États-Unis pour la promotion de l'album Biscuits for Breakfast, Fin Greenall commence la rédaction de chansons pour son prochain album. Pour cela, il collabore avec les membres de son groupe ainsi que d'autres artistes tels que Blair MacKichan ou encore le producteur Andy Barlow.
L'album Distance and Time sort en octobre 2007 sous le label Ninja Tune. MusicOMH écrit : « Les confessions discrètes de leur premier album sont plus accomplies. Ils ont affronté le chaos de la ville et en sont revenus blessés, mais verbalement plus sages que leurs petits frères ». La tournée qui suit cet album emmène le groupe vers de nouveaux horizons tels que l'Allemagne, l'Afrique du Sud ou encore le Canada. Ils se produisent également aux côtés du groupe italien de rock Negramaro au Stade San Siro à Milan. Le titre If Only présent sur Distance and Time attire l'attention de John Legend, avec qui l'artiste collabore sur l'album Evolver. Avec la chanson Green Light enregistrée avec André 3000, Fin Greenall remporte un BMI Award en 2010. John Legend apparait ensuite sur l'album de Fink, Sort of Revolution.
En 2009, Fin Greenall produit entièrement Sort of Revolution, engendrant une approche plus expérimentale, décrite par Kaira Burgess de la BBC comme « une sublime étude de l'art de se faire plaisir sans plonger dans l'indulgence ». C'est à la sortie de Sort of Revolution que le groupe Radiohead découvre Fink et s'intéresse de plus près à leur travail. Ils incluent la chanson Q&A dans la playlist présente sur leur site Internet.
La tournée qui accompagne la sortie du troisième album studio du groupe anglais emmène les artistes dans de nouvelles destinations notamment la Chine et l'Australie où ils se produisent pour la première fois. Ils sont présents, entre autres, au festival de Sydney pour trois nuits consécutives en 2010. C'est durant ce voyage que Fin Greenall rencontre Professor Green avec qui il collabore pour la sortie du premier album du rappeur intitulé Alive Till I'm Dead. La chanson Closing the Door est composée d'un rap de Professor Green, de la voix de Greenall ainsi que des instruments joués par Thornton et Whittaker. L'expérience est plus que satisfaisante pour les artistes puisqu'ils collaborent une seconde fois pour le deuxième album studio du rappeur intitulé At Your Inconvenience.
Lors de leur tournée promotionnel pour l'album Sort of Revolution, le groupe se produit au Carnegie Hall à New York pour un concert en hommage au groupe R.E.M.

### Perfect Darkness(2011–2012)
L'écriture du cinquième album de Fink intitulé Perfect Darkness commence en 2010. Pour cet album, Fin Greenall et son groupe utilisent une approche très différente. Dans une interview, il raconte que « après tous les concerts et les bons moments partagés sur scène, nous avons commencé à improviser des morceaux en coulisse. Uniquement de la musique, sans voix. Nous en avions une trentaine en stock et puis quelques semaines plus tard, nous avons réécouté nos créations et sélectionné les meilleures » Le groupe se rend ensuite à Los Angeles pour enregistrer son cinquième album avec le producteur Billy Bush, ayant déjà travaillé avec Beck et Garbage.
Le 27 mars 2011, la chanson Perfect Darkness est disponible en téléchargement gratuit sur le site internet de Fink et précède la sortie de l'album du même nom le 13 juin. À la suite de la sortie de l'album, les critiques sont favorables. Caroline Sullivan, journaliste au Guardian, décrit l'opus comme « un régal. C'est d'une telle beauté que l'on aimerait que cela ne s'arrête jamais ». Ian Wade de la BBC est tout aussi enthousiaste : « l'album est d'une très grande qualité, rempli de chansons qui vous creusent la tête avec intensité ».
Pour promouvoir l'album, le groupe prend la décision de retravailler considérablement sa prestance sur scène. Pour ce faire, ils font appel à 59 Productions qui réalise la scénographie de la tournée. « Ils font partie de l'écriture de l'album depuis le début car on savait qu'ils allaient prendre part à la mise en scène de la tournée. Ils ont fait en sorte que l'audio et le visuel s'assemblent parfaitement pour que le résultat soit optimal. » explique Fin Greenall. Pour la tournée, 48 lampes Anglepoise sont utilisés ainsi que 8 écrans de gaz visuels. Ils se produisent dans 14 pays et effectuent 49 concerts à l'automne 2011. Leur performance à l'Union Chapel à Londres est comparée à « une parfaite décharge d'émotion » par la journaliste du Time David Sinclair.
En 2012, Fink figure sur Read All About It Pt. II de Professor Green aux côtés d'Emeli Sandé. Au mois de novembre de la même année, Fink se produit au Shepherd's Bush Empire à Londres, leur plus gros concert à ce jour.

### Concert au Royal Concertgebouw Orchestra (2012)
En octobre 2011, Fink est approché par l'Orchestre royal du Concertgebouw des Pays-Bas pour se produire l'année suivante à la traditionnelle soirée en honneur de la Reine. Le concert se déroule le 29 avril 2012 à Amsterdam et contient des morceaux classiques choisis par le groupe ainsi que des titres de Fink sélectionnés par Jules Buckley de l'Heritage Orchestra. Claudia Cuypers, journaliste pour le magazine OOR, retient que « l'orchestre donne aux chansons du groupe Fink un nouveau souffle ainsi qu'une surprenante légèreté. Dans cet environnement, les chansons sont complètes, même si l'on pensait qu'elles l'étaient déjà auparavant ».
En octobre 2013, un album live du concert est publié par Ninja Tune et s'intitule Fink Meets the Royal Concertgebouw Orchestra.

### Dernières sorties (depuis 2014)
Le 19 mars 2014, Fink sort le premier single issu de l'album Hard Believer. La chanson est disponible gratuitement sur le site internet du groupe ainsi que sur SoundCloud. Hard Believer sort le 14 juillet 2014 sur le nouveau label du groupe, R'COUP'D, et est une fois de plus produit par Billy Bush. L'album est salué par la critique, Alexis Hache aux Inrocks note qu'avec cet album « Fink va encore plus loin dans l'exploration des espaces crépusculaires ».
L'album Horizontalism sort le 15 mai 2015, toujours sur le label R'COUP'D. Il se démarque des albums précédents en recherchant davantage l'expérimentation au détriment des textes et obtient moins de succès public que les précédents albums.
Le 10 mars 2017 sort Fink's Sunday Night Blues Club, Vol. 1, un album qui comme son nom l'indique va chercher davantage du côté du blues, en s'inspirant de grands noms du genre comme John Lee Hooker. Le 15 septembre de la même année c'est un nouvel album studio qui sort, Resurgam, aux chansons plus folk, produit par Flood.

## Activités annexes

### Collaborations
En 2015, Fin Greenall chante la chanson Dead Man sur l'album Philtre de Nitin Sawhney. Fink apparait aussi sur l'album Days to Come de Bonobo pour la chanson If You Stayed Over, ainsi que sur l'album Evolver de John Legend.
Malgré le succès de Fink, Fin Greenall continue sa carrière de DJ sous le pseudonyme Sideshow sur le label Simple Records fondé par Will Saul. En 2013, Fink collabore une fois de plus avec John Legend pour la bande originale du film Twelve Years a Slave. Ensemble, ils écrivent et enregistrent la chanson Move.

### Films, télévision et publicités
- Pretty Little Thing apparaît dans la première saison de Greek.
- This Is the Thing apparaît dans une publicité pour Mastercard, les séries télévisées Lie to Me, The Guard, Friday Night Lights, Journal intime d'une call girl ainsi que le film Cher John.
- Seen It All apparaît dans un épisode des Experts : Manhattan.
- Sort of Revolution apparaît dans le film 4,3,2,1 ainsi que dans les séries télévisées The Stargate Universe, Friday Night Lights et The Tomorrow People.
- If I Had a Million apparaît dans un épisode de Franklin and Bash.
- Wheels apparaît dans la série télévisée NCIS.
- Yesterday Was Hard on All of Us apparaît dans les séries télévisées Dr House, Parenthood et Suits ainsi que dans le film Selma.
- Warm Shadow apparaît dans les séries télévisées Hit and Miss, The Walking Dead et Bitten.
- Perfect Darkness est le générique du film indépendant Middle of Nowhere.
- Move on Me apparaît dans un épisode de Continuum.
- "Wheels" apparaît dans un épisode de Covert Affairs.
- Trouble's What You're In apparaît dans la série Bitten.
- Looking Too Closely apparaît dans les séries télévisées Suits, Scorpion, House of Lies, et le film Beauté cachée.
- Pilgrim apparaît dans l'épisode 3 de la saison 2 de la série télévisée The Blacklist.

## Discographie

### Albums studio
| Titre                                  | Détails                                                             | Meilleure position | Meilleure position | Meilleure position | Meilleure position | Meilleure position | Meilleure position | Meilleure position | Meilleure position |
| Titre                                  | Détails                                                             | UK Indie           | UK Indie Break.    | AUT                | BEL (Vl)           | FRA                | ALL                | P-B                | SUI                |
| -------------------------------------- | ------------------------------------------------------------------- | ------------------ | ------------------ | ------------------ | ------------------ | ------------------ | ------------------ | ------------------ | ------------------ |
| Fresh Produce                          | - Date de sortie : 1er juin 2000 - Label : Ninja Tune               | —                  | —                  | —                  | —                  | —                  | —                  | —                  | —                  |
| Biscuits for Breakfast                 | - Date de sortie : 2006 - Label : Ninja Tune (ZEN104)               | —                  | —                  | —                  | —                  | —                  | —                  | —                  | —                  |
| Distance and Time                      | - Date de sortie : 1er octobre 2007 - Label : Ninja Tune (ZEN136)   | —                  | —                  | —                  | —                  | 139                | —                  | —                  | —                  |
| Sort of Revolution                     | - Date de sortie : 25 mai 2009 - Label : Ninja Tune (ZEN146)        | —                  | —                  | —                  | —                  | 136                | —                  | 60                 | —                  |
| Perfect Darkness                       | - Date de sortie : 13 juin 2011 - Label : Ninja Tune (ZENCD170)     | —                  | 6                  | —                  | —                  | 149                | —                  | 32                 | —                  |
| Hard Believer                          | - Date de sortie : 14 juillet 2014 - Label : R'COUP'D, Ninja Tune   | 14                 | 3                  | 37                 | 45                 | 72                 | 25                 | 8                  | 21                 |
| Horizontalism                          | - Date de sortie : 18 mai 2015 - Label : R'COUP'D, Ninja Tune       | —                  | —                  | —                  | 123                | —                  | —                  | 84                 | —                  |
| Fink's Sunday Night Blues Club, Vol. 1 | - Date de sortie : 10 mars 2017 - Label : R'COUP'D, Ninja Tune      | —                  | —                  | —                  | —                  | —                  | —                  | —                  | —                  |
| Resurgam                               | - Date de sortie : 15 septembre 2017 - Label : R'COUP'D, Ninja Tune | —                  | —                  | —                  | —                  | —                  | —                  | —                  | —                  |
| Bloom Innocent                         | - Date de sortie : 25 octobre 2019 - Label : R'COUP'D, Ninja Tune   | —                  | —                  | —                  | —                  | —                  | —                  | —                  | —                  |
| Bloom Innocent - Acoustic              | - Date de sortie : 17 avril 2020 - Label : R'COUP'D, Ninja Tune     | —                  | —                  | —                  | —                  | —                  | —                  | —                  | —                  |
| Beauty in Your Wake                    | - Date de sortie : 5 juillet 2024 - Label : R'COUP'D, Ninja Tune    | —                  | —                  | —                  | —                  | —                  | —                  | —                  | —                  |

### Albums live
| Titre                                        | Détails                                                   | Meilleure position | Meilleure position | Meilleure position |
| Titre                                        | Détails                                                   | UK                 | BEL (Vl)           | NED                |
| -------------------------------------------- | --------------------------------------------------------- | ------------------ | ------------------ | ------------------ |
| Wheels Turn Beneath My Feet                  | - Date de sortie : 18 septembre 2012 - Label : Ninja Tune | —                  | 156                | —                  |
| Fink Meets the Royal Concertgebouw Orchestra | - Date de sortie : 14 octobre 2013 - Label : Ninja Tune   | —                  | 159                | 78                 |